# Program Artemis
Program Artemis je kosmický program amerického Národního úřadu pro letectví a kosmonautiku (NASA), jehož cílem je obnovení pilotovaných letů s lidskou posádkou na Měsíc. Program byl zahájen v roce 2017 a je zabezpečován NASA ve spolupráci s několika soukromými partnery. V současnosti je plánováno přistání na Měsíci nejdříve v roce 2025, přičemž součástí posádky má být poprvé v historii i žena. Původním cílem bylo přistát na Měsíci do roku 2024, což bylo stanoveno administrativou Donalda Trumpa, ale z důvodu nedostatku financí, epidemie covidu-19, technické náročnosti a soudního sporu s Blue Origin muselo být datum přistání odloženo. Program je součástí dlouhodobější strategie NASA směřující k vyslání člověka na Mars. Jeho celkový rozpočet do roku 2025 je odhadován na 93 miliard amerických dolarů, místo původních 35 miliard dolarů. Pojmenování mise odkazuje na řeckou bohyni Měsíce Artemis.
Dopravu k Měsíci má zajišťovat raketa Space Launch System (SLS) společně s kabinou Orion. Po dosažení stanice Gateway na oběžné dráze Měsíce má posádka přistát na povrchu v lunárním modulu, který má být zajištěn soukromou firmou. Místo přistání se má nacházet v blízkosti jižního pólu Měsíce. V říjnu 2019 byla představena nová generace skafandrů, speciálně vyvinutých pro misi Artemis.
K soukromým partnerům, podílejícím se na realizaci programu, patří například firmy Northrop Grumman, Lockheed Martin, Boeing, Dynetics, SpaceX a Blue Origin.
V únoru 2021 vláda prezidenta Bidena program Artemis oficiálně podpořila. V dubnu 2021 NASA uzavřela kontrakt se společností SpaceX na vývoj, výrobu a zajištění dvou lunárních přistání (jedno bezpilotní a druhé pilotované) prostřednictvím kosmické lodi Starship. V roce 2024 bylo dosažení Měsíce odloženo nejprve na rok 2026 a poté na rok 2027.

## Lety programu

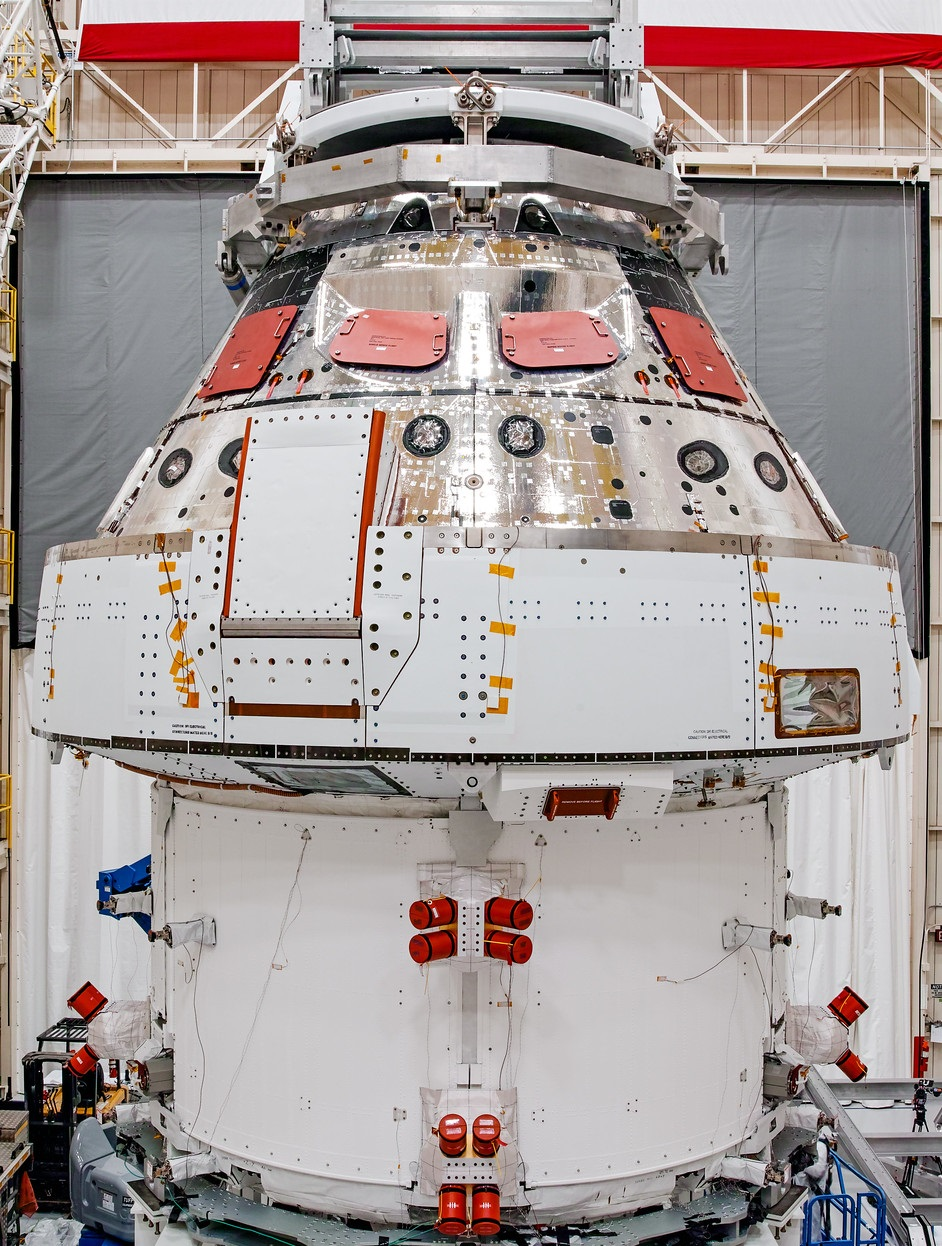
Kosmická loď Orion – modul s posádkou a servisní modul

### Testovací lety kabiny Orion
Vývoj lodi Orion započal již dávno před vznikem programu Artemis. Původně byl určený k letům k ISS a k Měsíci v rámci, dnes již zrušeného, programu Constellation. Poté NASA zamýšlela využít tuto loď k letům k asteroidům a později k letu na Mars.
| Mise                             | Znak                                                                           | Start                                                 | Nosná raketa                                                   | výsledek | Délka               |
| -------------------------------- | ------------------------------------------------------------------------------ | ----------------------------------------------------- | -------------------------------------------------------------- | -------- | ------------------- |
| MLAS Pad Abort Test              |                                                                                | - 8. července 2009, 10:26 UTC - Wallops LA-1B         | Max Launch Abort System                                        | Úspěšná  | 1 minuta            |
| Ares I-X Development Flight Test |                                                                                | - 28. října 2009, 15:30 UTC - Kennedy LC-39B          | Ares I-X                                                       | Úspěšná  | 6 minut             |
| Pad Abort-1                      | https://commons.wikimedia.org/wiki/File:Orion_Pad_Abort_1.png                  | - 6. května 2010, 13:03 UTC - White Sands LC-32E      | Orion Launch Abort System                                      | Úspěšná  | 1 minut, 35 sekund  |
| Exploration Flight Test 1        | https://commons.wikimedia.org/wiki/File:Exploration_Flight_Test-1_insignia.png | - 5. prosince 2014, 12:05 UTC - Cape Canaveral SLC-37 | Delta IV Heavy (Delta 369)                                     | Úspěšná  | 4 hodiny, 25 minut  |
| Ascent Abort-2                   | https://commons.wikimedia.org/wiki/File:Ascent_Abort-2.png                     | - 2. července 2019, 11:00 UTC - Cape Canaveral SLC-46 | Orion Abort Test Booster (Peacekeeper/Minotaur IV first stage) | Úspěšná  | 3 minuty, 13 sekund |

### Hlavní mise
| Mise        | Znak | Start (UTC)           | Přistání (UTC)    | Posádka                                                            | Nosná raketa      | Délka                      | Poznámka | Výsledek  |
| ----------- | ---- | --------------------- | ----------------- | ------------------------------------------------------------------ | ----------------- | -------------------------- | --- | --------- |
| Artemis I   |      | 16. listopadu 2022    | 11. prosince 2022 | —                                                                  | SLS Block 1 Crew  | 25 dní, 10 hodin, 53 minut | Nepilotovaný let, při němž byla loď Orion gravitačním manévrem navedena na tzv. vzdálenou oběžnou dráhu kolem Měsíce (Distant Retrograde Orbit, DRO) a pak opačným způsobem zpět k Zemi | Úspěšná   |
| Artemis II  |      | duben 2026 (nejdříve) |                   | - Reid Wiseman - Victor Glover - Christina Kochová - Jeremy Hansen | SLS Block 1 Crew  | ≈10 dní                    | Pilotovaný let, během nějž lidská posádka obletí Měsíc a vrátí se zpět na Zemi | Plánovaná |
| Artemis III |      | léto 2027 (nejdříve)  |                   |                                                                    | SLS Block 1 Crew  | ≈30 dní                    | Přistání lidské posádky na Měsíci v lodi Starship HLS. Dvojice astronautů má na povrchu strávit 6,5 dne a absolvovat až 4 výzkumné výlety.                                              | Plánovaná |
| Artemis IV  |      | září 2028             |                   |                                                                    | SLS Block 1B Crew | ≈30 dní                    | První let SLS Block 1B. Doprava modulu i-Hab na Gateway, přistání dvoučlenné posádky na Měsíci v lodi Starship HLS                                                                      | Plánovaná |
| Artemis V   |      | březen 2030           |                   |                                                                    | SLS Block 1B Crew | ≈30 dní                    | Evropský komunikační a tankovací modul (ESPRIT) pro Gateway, přistání na Měsíci s nehermetizovaným vozidlem Lunar Terrain Vehicle                                                       | Plánovaná |
| Artemis VI  |      | březen 2031           |                   |                                                                    | SLS Block 1B Crew | ≈30 dní                    | Přechodový modul pro Gateway, přistání na Měsíci | Plánovaná |
| Artemis VII |      | březen 2032           |                   |                                                                    | SLS Block 1B Crew | ≈30 dní                    | Zahájení provozu Gateway, přistání na Měsíci s hermetizovaným vozidlem Lunar Cruiser | Plánovaná |

### Mise CLPS

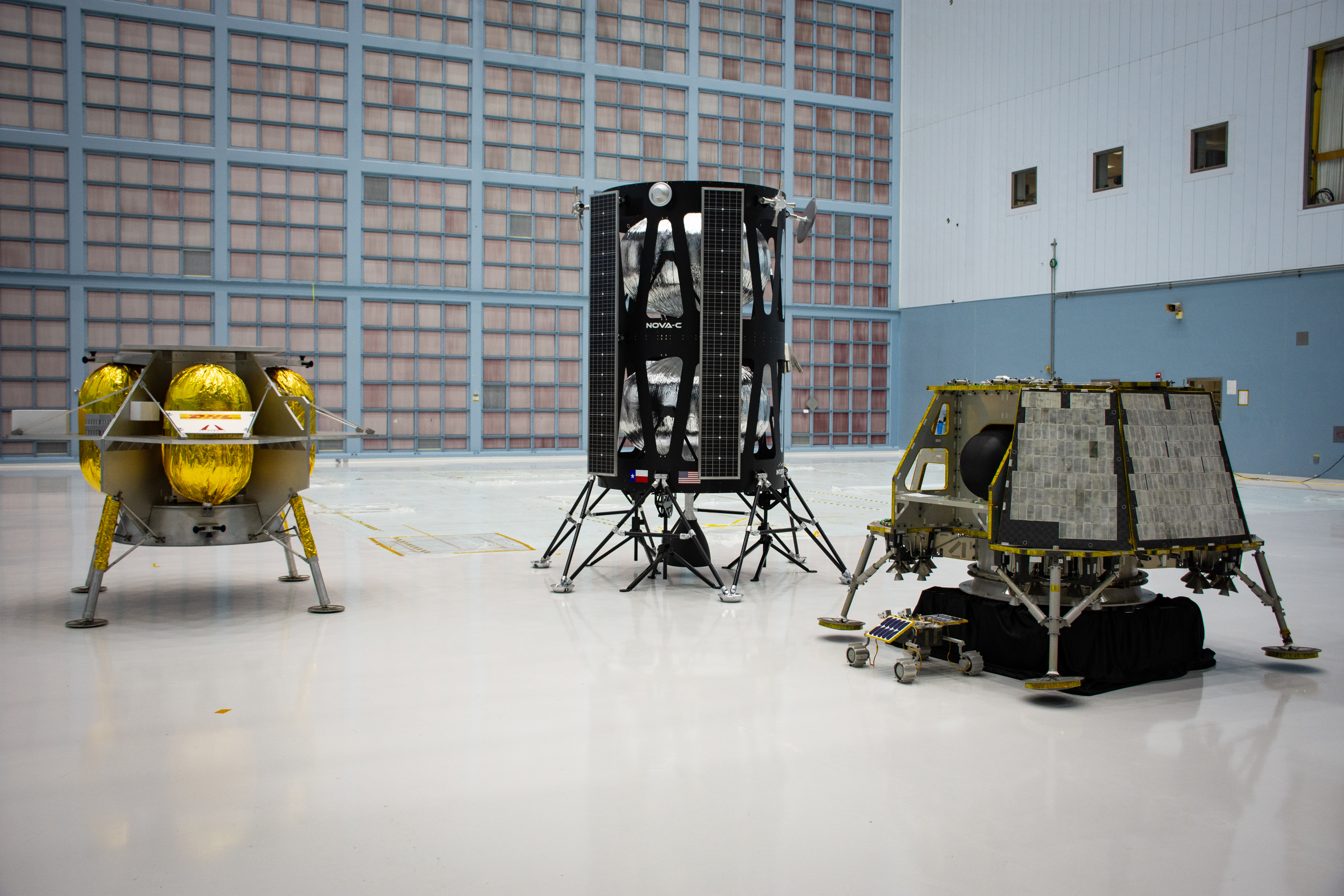
Modely některých lunárních modelů zařazených do programu - zleva Peregrine od Astrobotic Technology, Nova-C od Intuitive Machines a Z-01 od OrbitBeyond

Commercial Lunar Payload Services (CLPS) neboli Komerční lunární nákladní služby je program NASA, který má zajistit levnou dopravu nákladů na povrch Měsíce pro podporu programu Artemis. Jedná se o různé vědecké experimenty, rovery a další vybavení určené zejména k průzkumu, získávání a využívání měsíčních zdrojů. NASA jednotlivé mise přiděluje soukromým firmám, které pro ni zajišťují kompletní servis. NASA dodá pouze vědecké vybavení a za zbytek mise je zodpovědný komerční partner.
| Mise    | Jméno                               | Start          | Dodavatel             | Lander     | Nosná raketa | Uděleno       | Místo přistání                 | Poznámka                                                                   | Výsledek         |
| ------- | ----------------------------------- | -------------- | --------------------- | ---------- | ------------ | ------------- | ------------------------------ | -------------------------------------------------------------------------- | ---------------- |
| CLPS-1  | Peregrine Mission One               | 8. ledna 2024  | Astrobotic Technology | Peregrine  | Vulcan       | květen 2019   | Jezero smrti                   | kvůli úniku paliva sonda neodletěla k Měsíci a zanikla v zemské atmosféře  | Neúspěšná        |
| CLPS-2  | Intuitive Machines Mission 1 (IM-1) | 15. února 2024 | Intuitive Machines    | Nova-C     | Falcon 9     | květen 2019   | mezi Moře jasu a Moře nepokojů | lander přistál v náklonu 30° od svislé osy, pracoval 6 dní                 | Úspěšná          |
| TO 19D  | Blue Ghost M1                       | 15. ledna 2025 | Firefly Aerospace     | Blue Ghost | Falcon 9     | únor 2021     | Moře nepokojů                  | lander v pořádku přistál s 95 kg vědeckého nákladu                         | Úspěšná          |
| CLPS-3  | Intuitive Machines Mission 2 (IM-2) | 27. února 2025 | Intuitive Machines    | Nova-C     | Falcon 9     | říjen 2020    | 150 km od jižního pólu Měsíce  | lander se při přistání převrhl na bok, mise byla ukončena o den později    | Částečně úspěšná |
| CLPS-4  | Masten Mission One                  | nikdy          | Masten Space          | XL-1       | Falcon 9     | duben 2020    | jižní pól Měsíce               | zrušeno po krachu dodavatele                                               | Bez pokusu       |
| TO 20A  | Griffin Mission 1                   | září 2025      | Astrobotic Technology | Griffin    | Falcon Heavy | červen 2020   | kráter Nobile                  | Rover VIPER zrušen v roce 2024 z důvodu odkladů a vysokého nárůstu nákladů | Plánovaná        |
| CP-11   | Intuitive Machines Mission 3 (IM-3) | říjen 2025     | Intuitive Machines    | Nova-C     | Falcon 9     | listopad 2021 | Reiner Gamma                   |                                                                            | Plánovaná        |
| CP-22   | Intuitive Machines Mission 4 (IM-4) | 2027           | Intuitive Machines    | Nova-C     | Falcon 9     | září 2024     | jižní pól Měsíce               |                                                                            | Plánovaná        |
| CS-3    | Blue Ghost M2                       | 2026           | Firefly Aerospace     | Blue Ghost |              | březen 2023   | odvrácená strana Měsíce        |                                                                            | Plánovaná        |
| CLPS-12 | není známo                          | 2026           | Draper Laboratory     | SERIES-2   |              | červenec 2022 | kráter Schrödinger             |                                                                            | Plánovaná        |
|         | není známo                          | 2027           | není známo            |            |              |               | kráter Ina v Lacus Felicitatis |                                                                            | Plánovaná        |
| CP-21   | Blue Ghost M3                       | 2028           | Firefly Aerospace     | Blue Ghost |              | prosinec 2024 | Mons Gruithuisen Delta         |                                                                            | Plánovaná        |
|         | Blue Ghost M4                       | 2029           | Firefly Aerospace     | Blue Ghost |              | červenec 2025 | jižní pól Měsíce               | Mise se dvěma lunárními vozítky a vědeckými přístroji NASA                 | Plánovaná        |